# MANISH (アルバム)
『MANISH』（マニッシュ）は、1993年4月14日にZAIN RECORDSからリリースされたMANISH1枚目のアルバム｡

## 内容
- オリコン初登場3位を記録。
- WANDSの上杉昇、ビーイングのヒットメーカー織田哲郎を作家に擁した「声にならないほどに愛しい」をリード曲に、全7曲を収録。
- 高橋美鈴のボイストレーナーを務めた大黒摩季が2曲の歌詞を提供、コーラスでも参加。

## 収録曲
- 編曲　明石昌夫／作曲　西本麻里（特記以外）

1. 声にならないほどに愛しい
  - 作詞　上杉昇　作曲　織田哲郎
2. いつか誰かに出逢うため
  - 作詞　井上留美子
3. 素顔のままKISSしよう
  - 作詞　大黒摩季
4. 君へのメロディー
  - 作詞　大黒摩季
5. 恋人と呼べないDistance(130 Brand-New mix)
  - 作詞　すみれ・小田佳奈子　作曲　すみれ
6. 素直になれない
  - 作詞　井上留美子
7. DREAM AGAIN
  - 作詞　高橋美鈴
  - シングル「声にならないほどに愛しい」C/W。